# Hafiz Ahmed Pacha
Hafız Ahmed Pacha dit  Filibeli Hafız Ahmed Pacha (« fils du muezzin »), né en 1564 à Plovdiv (Empire ottoman) et mort le 10 février 1632 à Constantinople (Empire ottoman), est un homme d'État ottoman.

## Biographie
Il tire son célèbre surnom de Müezzinzade du fait qu'il soit le fils du muezzin des Pomaks. Arrivé à Constantinople à l'âge de 15 ans, il fait ses études à l'Enderûn avant de se mettre au service du palais du sultan, occupant notamment les fonctions de trésorier et de chef de la fauconnerie sous le règne d'Ahmed Ier. En 1608, il remplace Cafer Pacha à la tête de la capitainerie militaire de l'Empire mais ne reste que quelques mois en poste car lorsque le grand vizir Kuyucu Murad Pacha rentre de sa campagne contre les insurgés celali d'Anatolie, il est destitué au profit du protégé de ce dernier : Damat Halil Pacha. Après cela, il occupe la fonction de gouverneur (beylerbey) dans diverses provinces de l'Empire : d'abord celle de Damas de 1609 à 1616, puis celles de Van, d'Erzurum, de Bagdad, d'Anatolie et enfin de Diyarbakır de 1623 à 1624. L'historien İbrahim Peçevi, trésorier de Diyarbakır à l'époque, rapporte que Hafız Ahmed Pacha aurait entretenu une correspondance avec le gouverneur d'Erzurum Abaza Mehmed Pacha (en) (instigateur d'une révolte) en vue de constituer une coalition d'émirs anatoliens pour venger le sultan Osman II, assassiné en 1622 par les janissaires.
Par la suite, il est par deux fois grand vizir de l'Empire, d'abord de 1625 à 1626, puis de 1631 à 1632. Il meurt dans l'exercice de ses fonctions le 10 février 1632 lorsqu'il est lynché par les janissaires sous les yeux ébahis du jeune sultan Mourad IV.

## Source de la traduction
- (en) Cet article est partiellement ou en totalité issu de l’article de Wikipédia en anglais intitulé « Hafız Ahmed Pasha » (voir la liste des auteurs).